# Göran Carlson
Göran Carlson, född 1971, är en svensk entreprenör och affärsängel som startat ett flertal företag i Sverige och Hongkong.

## Biografi
Carlson är uppväxt i Piteå och har en fyraårig teknisk utbildning. Han har därefter varit utbildningsansvarig vid Owell Svenska AB. Han startade därefter ett Piteå-kontor för IT-företaget Martinsson IS, där han snart blev marknadschef inom hela koncernen med placering i USA och Asien.
År 1978 startade han Sweden trade center i Hongkong med syfte att hjälpa svenska företag att verka i Kina och få tag i kinesiska produkter.
Bland startade företag återfinns: utbildningsbolaget NorthLinc i Piteå AB (2000), Sweden Trade Center Ltd. i Hongkong (2001), Handelshuset Ek (2001), Carlson Invest (2004), Darub Produktion AB (delägare 2006). Göran Carlsons moderbolag Carlson Invest deläger också TV- och Radioproduktionsbolaget Frekvens Produktion AB samt Ljudboksförlaget AB Svenska Ljud Audioförlag tillsammans med skådespelarna Johan Rabaeus, Katarina Ewerlöf, Gerhard Hoberstorfer och Krister Henriksson, bolaget delägdes bland annat av Hasse Alfredson fram till 2011.
Göran Carlson och bolagen har fått en rad utmärkelser genom åren. Exempelvis "Årets företag" (Piteå) och "Årets affärsidé" (Landsbygdsriksdagen). Göran Carlson blev 1995 utsedd till en av de 10 viktigaste unga företagarna i Sverige av Företagarna i Sverige.